# كريستوفر موراي (سباح)
كريستوفر موراي (بالإنجليزية: Christopher Murray)‏ (مواليد 28 نوفمبر 1978) هو سبّاح باهاماسي، مثّل بلاده في الألعاب الأولمبية الصيفية 2000.

## روابط خارجية
كريستوفر موراي على موقع أوليمبيديا (الإنجليزية)